# AS Prix-lès-Mézières
Hiệp hội Sportive de Prix-lès-Mézières (phát âm tiếng Pháp: [a.sɔ.sja.sjɔ̃ spɔrtɪv də pri-lɛs-meziœ]  thường được gọi là AS Prix-lès-Mézières) là một câu lạc bộ bóng đá Pháp có trụ sở tại Prix-lès-Mézières trong vùng Champagne-Ardenne. Câu lạc bộ được thành lập vào ngày 24 tháng 7 năm 1948.